# ヴィルヘルム・バウアー

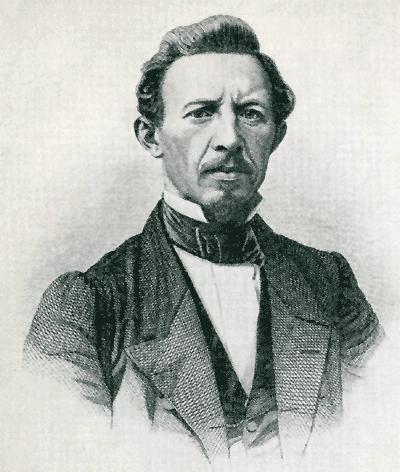
ヴィルヘルム・バウアー

ヴィルヘルム・バウアー（Wilhelm Bauer, 1833年12月23日 - 1875年6月20日）は、ドイツの発明家、技術者。人力推進の潜水艦「ブラントタオハー」を製作した。

## 前半生

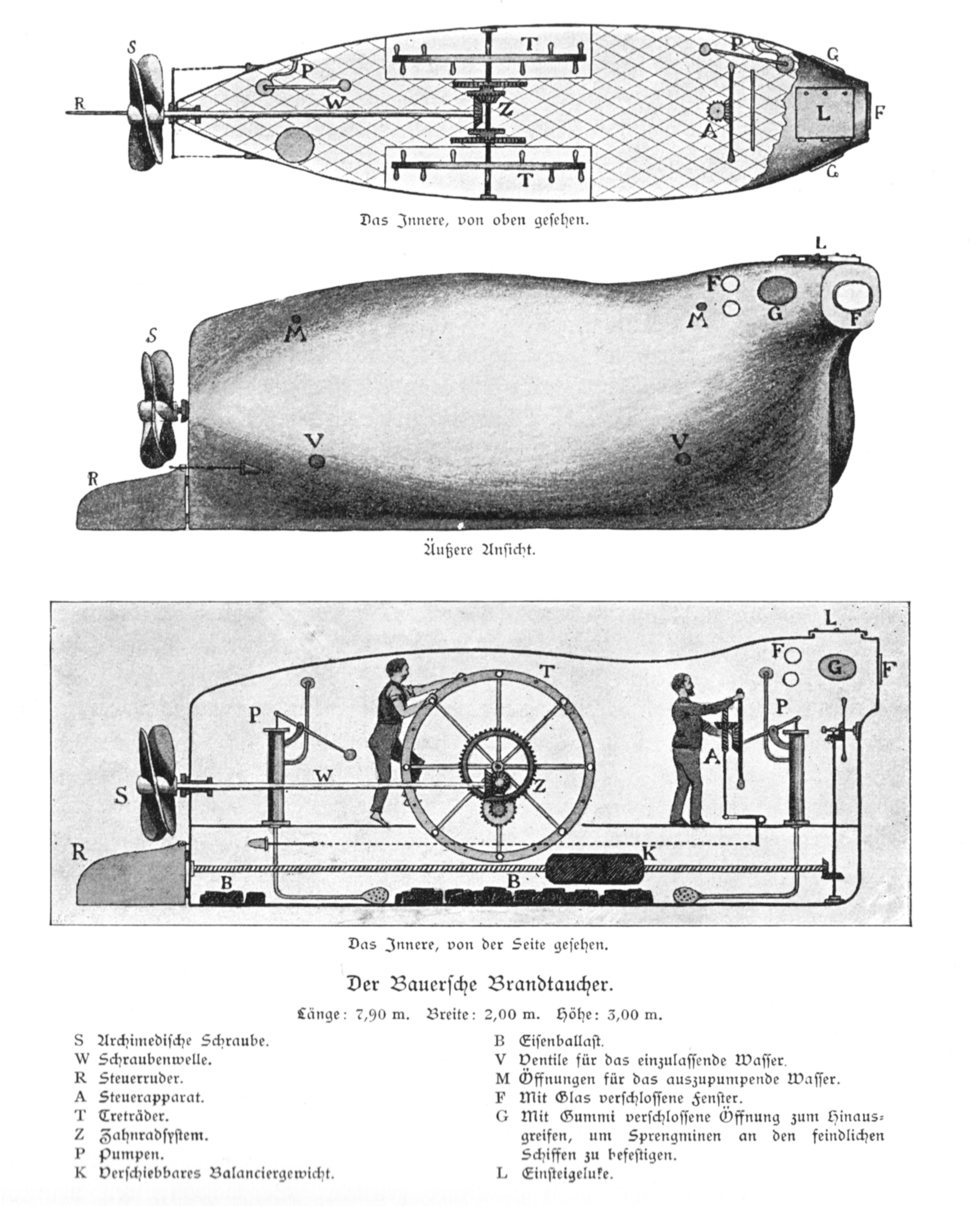
ブラントタオハー

バウアーはドイツ連邦、バイエルン王国（現バイエルン州）のディリンゲン（Dillingen）で生まれた。父親は当地の騎兵連隊の軍曹であった。そのため、ヴィルヘルムも木工旋盤工の見習い期間を終えた後、軍隊に入隊した。火器の整備兵として、彼は第一次シュレースヴィヒ＝ホルシュタイン戦争（1848-51年）に従軍した。
ドイツの北海岸がデンマーク海軍に封鎖されている様子を見たバウアーは、即座に、封鎖を突破する新しい種類の船（すなわち潜水艦）の開発に取り掛かった。その目的を達成するためにバウアーは水理学と造船を学び始めた。しかし、それが実を結ぶ前にドイツ連邦はシュレースヴィヒ＝ホルシュタイン公国から撤退し、戦争は終わった。バウアーは何としても研究を続けることを決意し、ドイツ軍を除隊してシュレースヴィヒ＝ホルシュタインの軍隊に加わった。
軍隊組織の中にあって、彼のような低い階級の人間が独自の新兵器開発を行なうことは極めて困難であった。バウアーは最終的にはヴェルナー・フォン・ジーメンスらの援助を受けることに成功し、潜水艦の実用模型を試作する資金を辛うじて得ることができた。

## ブラントタオハー号

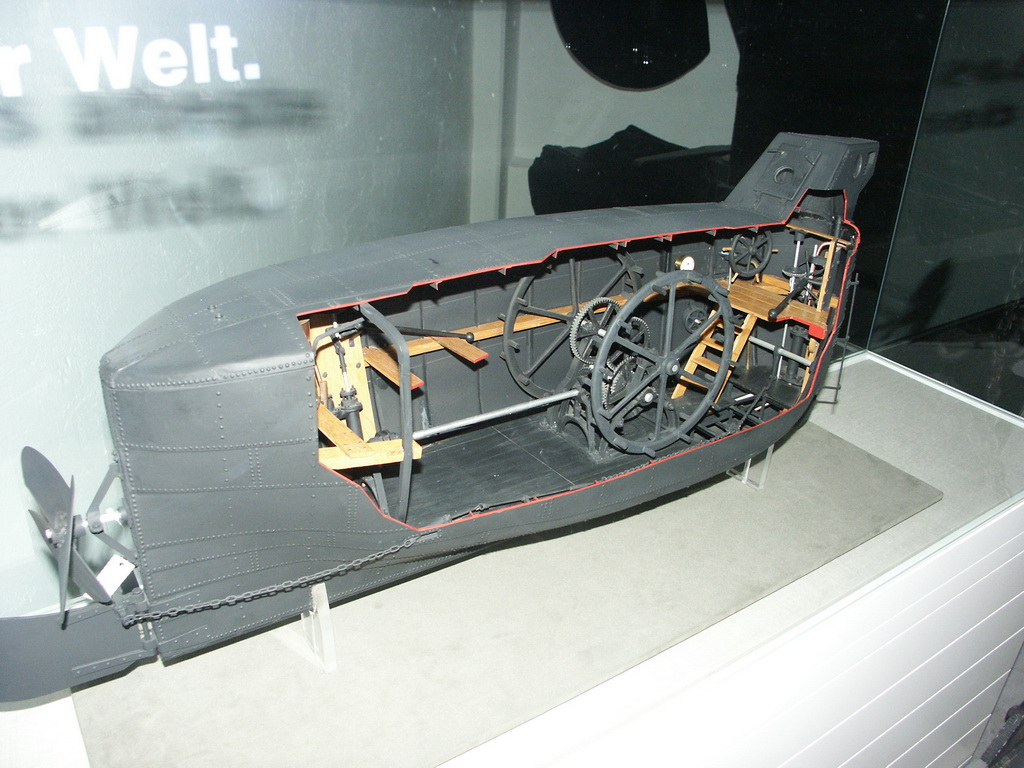
ブラントタオハー号カットモデル

当時、火船は封鎖破りに有効な方法としてよく知られていた。火船とは爆発物を積んで敵船に体当たりする船である。ブラントタオハー（Brandtaucher；"Brand"は「火」、"taucher"は「潜るもの」を意味する）、すなわち「潜水火船」も同様の設計思想で作られた。敵船の下に潜り込み、船底に電気起爆式の機雷を取り付けて、安全な距離まで逃げてから機雷に点火するという構想であった。ほぼ同様の技術が当時の各国の海軍で研究されていた。その例としてはユリウス・クレール（Julius Kröhl）の「エクスプローラー」、ブリューテュス・ド・ヴィルロワ（Brutus de Villeroi）の「アリゲーター」、かの有名な「ハンリー」（敵船を沈めた史上最初の潜水艦）などが挙げられる。
バウアー本人製作の実用模型の機能が証明された後、フルサイズの潜水艦を作る資金を与えられた。しかし海軍の上層部はバウアーの計画にいまだに反対しており、予算を減らすためバウアーに設計の変更を強いた。バウアー本来の設計では複数のバラストランクを持つはずであったが、「船殻自体に海水を入れる」構造へと変更がなされたため、この潜水艦は危険かつ不安定なものとなったのである。また船殻の厚さと排水ポンプの性能も大幅に落とされた。
ブラントタウハーはアウグスト・ホーヴァルト（August Howaldt）の造船会社に発注され、製作された。全長28フィート、重量は約7万ポンドであった。当時では適切な動力システムが手に入らなかったため、人力駆動が採用された（水夫2人が手と足でクランクを回した）。3人目の乗組員が船長であり、船尾で操舵その他を受けもった。標的の下に到達できた場合、船殻を貫いて取り付けられたグッタ・ペルカ製手袋に手を入れて、敵艦に機雷を取り付けるのも船長の役目だった。
最初の試験は1850年12月に行なわれた。バウアーは何点か改良を施すことを希望したが、軍は翌52年2月1日に公開試験を行なうよう命令した。
公開試験は大失敗に終わった。30フィートの深度に達した後、ブラントタオハーは船尾から沈み始めたのである。そして、薄い外壁は水圧に耐え切れず、壊れ始めた。貧弱な排水ポンプでは浸水に対応できず、さらに転覆によってスクリューも損傷を受けた。ブラントタオハーはキール港の海底に向かってゆっくりと沈んで行った。バウアーと乗員たちは海底で6時間ほど持ちこたえ、浸水によって船内の気圧が上がりハッチを開けるようになると潜水艦を捨てて脱出した。
海底のブラントタオハーは1887年に引き上げられた。現在ではドレスデンのドイツ連邦軍事博物館（Militärhistorisches Museum der Bundeswehr）に展示されている。

## ゼートイフェル号
ブラントタオハーの沈没の後、バウアーはすぐに次の計画に取り掛かった。より大型で、改良型の潜水艦である。しかし前回の失敗に懲りたシュレスヴィヒ＝ホルシュタイン政府は援助を拒否した。
バウアーはシュレスヴィヒ＝ホルシュタイン公国を後にした。その後の数年間、彼はオーストリア＝ハンガリー帝国、イギリス、フランスなど数ヶ国にスポンサーを求め続け、55年にロシアの大公と接触。その年のうちにサンクトペテルブルクで第二の潜水艦ゼートイフェル（Seeteufel）を製作した。
前のものと比べて、こちらの潜水艦については情報が少ない。全長はこちらのほうが2倍ほど大きかったと言われる。鉄製の船殻は厚さ2分の1インチで、窓が21個あった。バラストタンクは3つあり、12人が乗り組むよう設計されていた。
前回の失敗を踏まえ、バウアーはゼートイフェルに新発明の救命装置を装備した。一種の潜水鐘である。これはエアロックとして機能し、艦が水中にある時も人の出入りが可能となった。
ゼートイフェルの設計の優秀さは証明された。4ヶ月で133回の潜水航行が成功裏になされた。しかし134回目の潜行時、海底の砂に座礁してしまった。バラストタンクが空になるまで排水し、辛うじて海面まで浮上することができた。バウアーを含む全乗員が救助されたが、ゼートイフェルは再び海底に沈んだ。

## その後
ゼートイフェルの沈没後、バウアーは速やかにロシアを後にした。潜水艦のスポンサーが見つからないと悟った彼は、別の発明に取り掛かった。例えば1863年、気球で沈没船を引き上げる計画を立てている。しかし彼の野心的な発明の全ては失敗に終わった。資金不足のためである。失意のバウアーは1875年にミュンヘンで死亡した。
世界大戦におけるドイツの潜水艦艦隊がバウアーの試作品の直系の子孫である、という主張は正しいとは言えない。現代につながる潜水艦の歴史は、サイモン・レイク（Simon Lake）とジョン・フィリップ・ホランドに始まった。とは言え19世紀の先駆者たち（すなわちド・ヴィルロワ、ナルシス・ムントリオル、ホレース・ハンリーその他の人々）はバウアーの発明に注目しており、アイディアの多くを彼から得ている。また彼ら無しでは、今日の潜水艦は存在しなかっただろう。
1960年、ドイツ海軍はUボートXXI型をヴィルヘルム・バウアーと改称した。2008年には彼の生涯と業績を描いた映画"Submarine Ingenieur"（潜水艦技術者）がキールで公開された。

## 参考資料
- Oskar G. Foerster: Wilhelm Bauers Kampf um das erste deutsche Tauchboot (Wilhelm Bauer’s struggle for the first German submarine), Berlin 1937
- Hanns Peugler: Sie formten das Antlitz der Erde (They formed the face of earth), Verlag Albert Pröpster KG. 1961